# 仪式

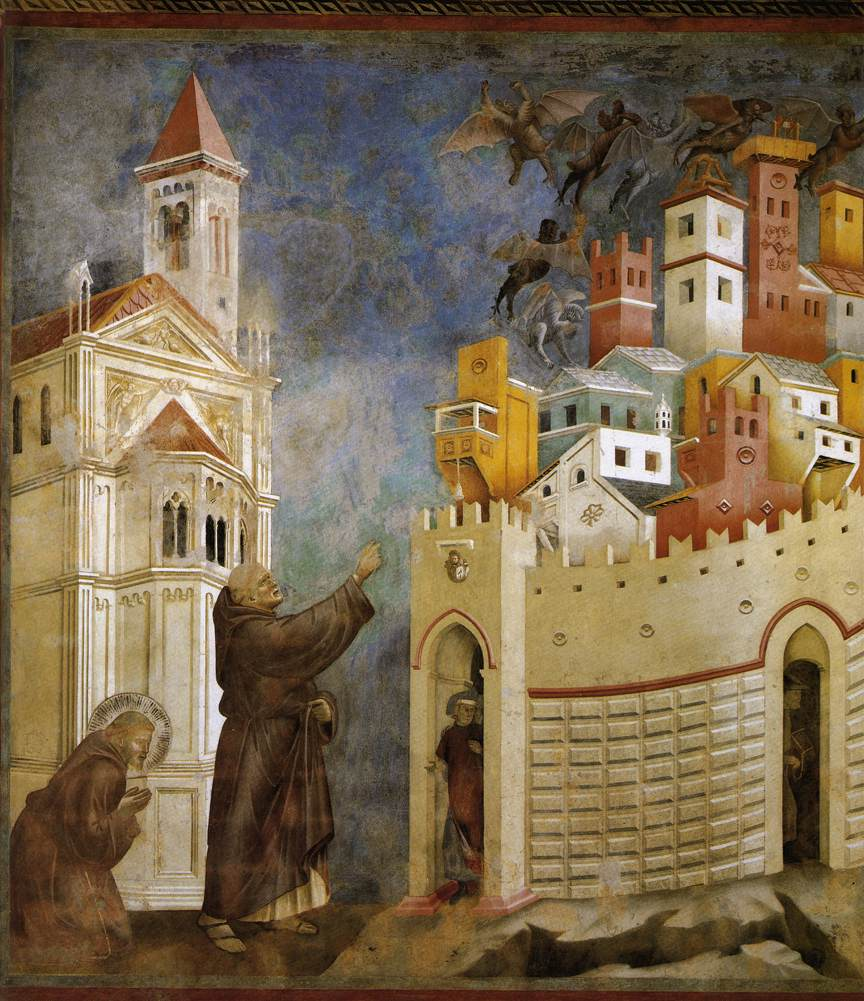
關於儀式的畫作

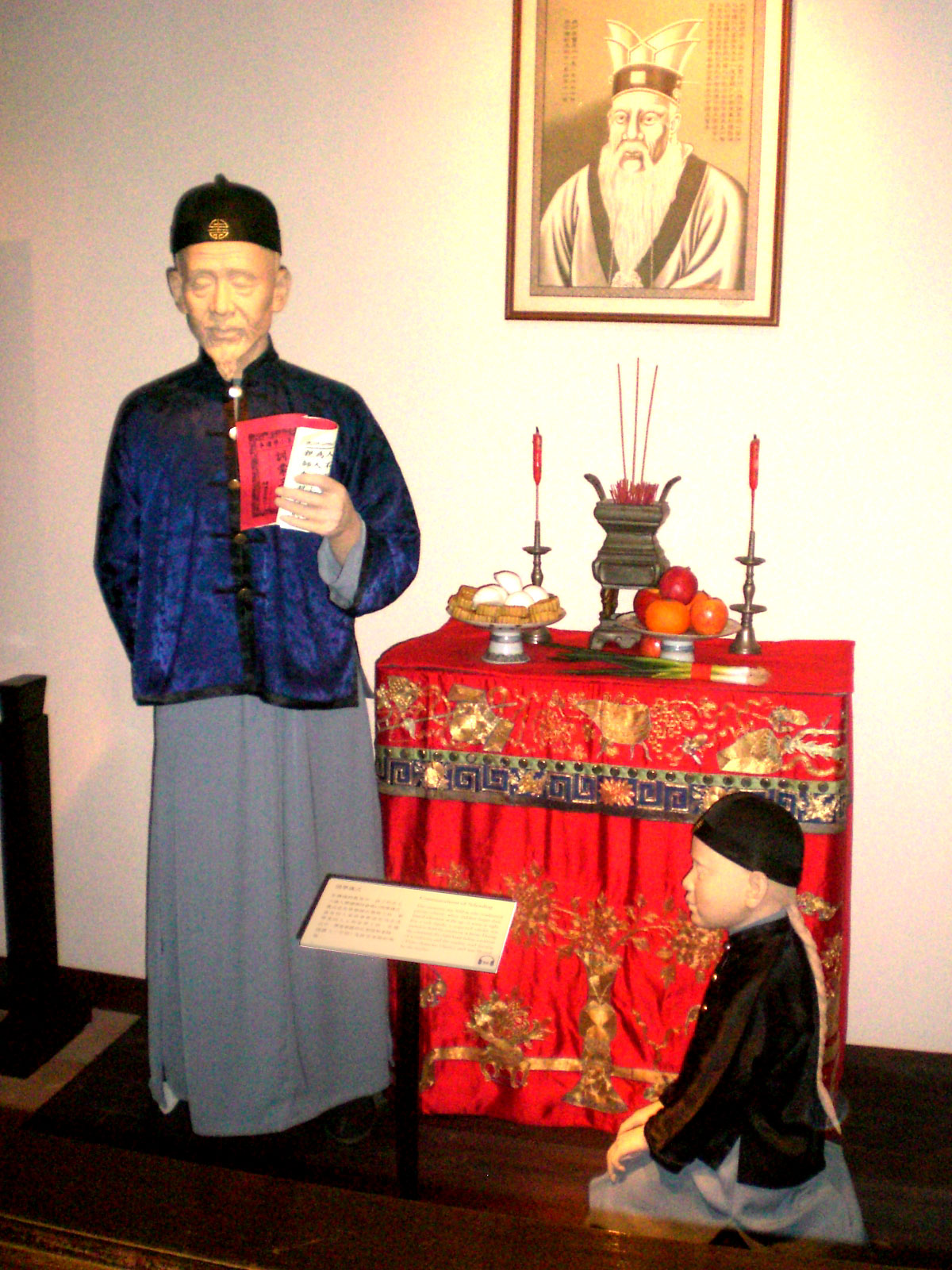
清末時期的開學儀式

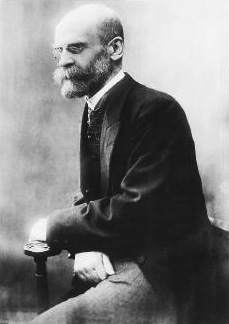
Émile Durkheim，儀式的世俗概念的研究者

儀式，是一種對具有宗教或傳統象徵意義的活動的總稱。儀式具有一定的時段、特定的場合，與個人或團體判斷有關；可以由個體、群體或團體組織主持和組織進行。
儀式象徵著個體的社會身份轉變，如結婚、誕生、就職、畢業。
儀式可以在任意場合舉行。可以面向公眾、私人場合或特定人群。儀式既可以僅限於特定團體，也可以限定於宗教或社會事務。如禮拜、節日。
儀式研究領域存在對該術語的許多相互矛盾的定義。
在心理學中，儀式一詞有時在技術上用於一個人系統地用來消除或預防焦慮的重複行為。

## 理論

### 結構主義
法國學者克勞德·列維·斯特勞斯（ClaudeLévi-Strauss）將所有社會和文化組織視為由人腦固有結構主義塑造的象徵性交流系統。 因此，他認為符號系統不是功能主義者所相信的社會結構的反映，而是加於社會關係上來組織它們。因此，列維·史特勞斯將神話和儀式視為一種互補的符號系統，一種語言，一種非語言。萊維·斯特勞斯並不關心發展儀式理論（儘管他確實對神話進行了四卷分析），但對後來的儀式學者如瑪麗·道格拉斯和埃德蒙·里奇都有影響。

## 宗教儀式
如基督教的禮拜、彌撒、或洗禮等各種聖事，都是宗教儀式。

## 非宗教儀式
如奧林匹克運動會的開幕式，是一種非宗教儀式。